# Casa da Música Mirandesa
A Casa da Música Mirandesa (em mirandês:  Casa de la Música Mirandesa), que foi a antiga Escola Primária de Miranda do Douro, é um centro cultural que tem como objetivo promover a cultura musical tradicional da Terra de Miranda. Situa-se no Largo do Castelo, na freguesia de Miranda do Douro do município homónimo do Distrito de Bragança. O seu edifício está incluído na Zona Especial de Proteção do Castelo de Miranda do Douro.